# Swistowiczi
Swistowiczi (ros. Свистовичи) – wieś (ros. деревня, trb. dieriewnia) w zachodniej Rosji, w osiedlu wiejskim Titowszczinskoje rejonu diemidowskiego w obwodzie smoleńskim.

## Geografia
Miejscowość położona jest nad Tchorinką i Łostinką, 3,5 km od drogi regionalnej 66N-0509 (Diemidow – Jeśkowo – Szapy – Borisienki), 26,5 km od centrum administracyjnego osiedla wiejskiego (Titowszczina), 24 km od centrum administracyjnego rejonu (Diemidow), 58,5 km od stolicy obwodu (Smoleńsk), 58 km od granicy z Białorusią.
W granicach miejscowości znajdują się ulice: Rodnikowaja, 1-yj Rodnikowyj pierieułok, 2-oj Rodnikowyj pierieułok, 3-ij Rodnikowyj pierieułok.

## Demografia
W 2010 r. miejscowość zamieszkiwało 9 osób.

## Historia
W czasie II wojny światowej od lipca 1941 roku wieś była okupowana przez hitlerowców. Wyzwolenie nastąpiło we wrześniu 1943 roku.
Na mocy uchwały z dnia 28 maja 2015 roku wszystkie miejscowości (w tym Swistowiczi) zlikwidowanej jednostki administracyjnej Szapowskoje weszły w skład osiedla wiejskiego Titowszczinskoje.